# Жижево
Жи́жево (болг. Жижево) — село в Благоєвградській області Болгарії. Входить до складу громади Сатовча.

## Населення
За даними перепису населення 2011 року у селі проживала 291 особа.
Національний склад населення села:
| Національність   | Кількість осіб | Відсоток |
| ---------------- | -------------- | -------- |
| болгари          | 175            | 67,3%    |
| не визначились   | 83             | 31,9%    |
| Всього відповіли | 260            |          |

Розподіл населення за віком у 2011 році:
Динаміка населення: